# ドラEVER
株式会社ドラEVER（ドラエバー、英:DORAEVER Co. ltd）は、東京都港区に本社を置くドライバー（運転手）向けのWebサービス事業を手掛ける企業である。
会社スローガンは、「運送・物流企業のニーズを創出する」。

## 概要
主力事業は2015年にサービスを開始したドライバーや運送業に特化した専門求人ウェブサイト「ドラEVER」である。
2023年（令和5年）4月現在、会員数は約9万人いるとされる。また、求人掲載数は約18,000件。国内最大級のドライバー向け求人サイトとして業界首位となっている。
また、求人サービス以外にも運送業界に関連した様々なサポート事業を行っている。
2022年（令和4年）12月には運送業基幹システム事業の「運SOUL」をリリースした。

### ドラEVERが手がける事業
- ドライバー求人サイト「ドラEVER」の企画・運営
- 運送業基幹システム「運SOUL」の企画・開発
- 運送・物流企業マッチングサービス「ドラマッチ」の企画・運営
- トラック買取事業
- 燃料販売事業
- 車両下取りサービス「ドラオク」
- 自動車保険事業
- ETCコーポレートカード事業

## 沿革
- 2014年（平成26年）
  - 11月 - 輸送専門の事業所である株式会社プロデリバリーズを設立。
- 2015年（平成27年）
  - 4月 - ドライバー専門求人サイト「ドラEVER」がサービス開始。
- 2016年（平成28年）
  - 10月 - 公益財団法人さいたま市産業創造財団「さいたま市ニュービジネス大賞審査員特別賞」を受賞。
- 2017年（平成29年）
  - 1月 - 株式会社プロデリバリーズより分社化。
  - 5月 - 横浜オフィスを横浜ランドマークタワーに開設。
  - 10月 - 「ドラEVER」を商標登録。[4]
- 2018年（平成30年）
  - 4月 - 求職者スカウトサービス開始。
  - 6月 - 本社を埼玉県さいたま市大宮区の木崎屋ビルに移転。
  - 11月 - オフィシャルグッズオンラインショップをオープン。
- 2020年（令和2年）
  - 5月 - 荷主と運送会社を結ぶマッチングサイト「ドラマッチ」を公開。
  - 5月 - オウンドメディア総合情報サイト「doralabo（ドララボ）」を公開。[注釈 1]
  - 7月 - 「応募代行サービス」をスタート。
  - 8月 - 株式会社SXキャピタルから1億10万円の資金調達を実施。
- 2021年（令和3年）
  - 4月 - 「ドラEVER.com」をオープン、ECサイトと連携しトラック用品の非接触販売を開始。
  - 4月 - 本社を東京都港区西新橋の西新橋JKビルに移転。
  - 9月 - ドライバー向け車両買取サービス「ドラEVER車両買取」を開始。
  - 12月 - ドライバー専門求人サイト「ドラEVER」の求人件数が8,000件を突破。[注釈 2]
- 2022年（令和4年）
  - 12月 - 運送業基幹システム事業の「運SOUL」をリリース。
- 2023年（令和5年）
  - 1月 - 株式会社シグマクシス・インベストメント、伊藤忠商事株式会社、西酒造株式会社、株式会社SXキャピタルの4社から3億4992万円の資金調達を実施。[5]
  - 4月 - 求人サービス利用中の企業限定で人材紹介事業を開始。[6]
  - 8月 - ふるさと納税サービス「ドラふる」のサービス開始。[7]
  - 9月 - 車検切れ事前告知ツール「ちょいSOUL」をリリース。[8]
  - 10月 - 「運SOUL」から車両管理機能をリリース。
- 2024年（令和6年）
  - 10月 - ドラEVER ドライバ―専門メディアをサイトリニューアル。
- 2025年（令和7年）
  - 1月 - 【エネクスフリート株式会社×ドラEVER】関西・中部エリアのガソリンスタンドで「交通安全祈願ステッカー」を利用者へ無料配布を開始。
  - 2月 ‐ 【エネクスフリート株式会社×ドラEVER】関西・中部エリアのガソリンスタンドで「オリジナルグローブ」を利用者へ無料配布を開始。
  - 3月‐ TBS系列「応援！日本経済 がっちりマンデー！！」でドラEVERが出演。
  - 【エネクスフリート株式会社×ドラEVER】関東エリアのガソリンスタンドで交通安全祈願ステッカー＆オリジナルグローブ」を利用者へ無料配布を開始。
  - ドラEVERで会員登録すると「ChocoZAP」が最大3か月無料になるドライバーさん向け健康サポートキャンペーン実施。

## 事業所
- 東京オフィス（本社） - 東京都港区
- 大宮オフィス - 埼玉県さいたま市
- 大阪オフィス - 大阪府東大阪市
- 名古屋オフィス - 愛知県名古屋市

## 関連会社
- 株式会社照栄
- 照栄物流株式会社
- 株式会社プロデリバリーズ
- 株式会社照栄サプライ
- サイトラ株式会社
- フロンティア株式会社
- シアークラフト株式会社

## イメージキャラクター
- 武田幸三（2018年4月より起用）[9]
- KINGレイナ（2018年4月より起用）[9]
- 吉野七宝実（2018年4月より起用）
- 宮崎謙介（2019年6月より起用）[10]
- 桂三度（2022年4月より起用）[11]
- ラーメン大好き香澄さん（2022年10月より起用）[12]
- 三遊亭鬼丸（2023年4月より起用）